# Brwinów (przystanek kolejowy)
Brwinów – przystanek kolejowy w Brwinowie, w województwie mazowieckim, w Polsce.

## Ruch pasażerski
| Rok  | Wymiana pasażerska na dobę |
| ---- | -------------------------- |
| 2017 | 2 00-3 000                 |
| 2022 | 3 000-4 000                |

## Połączenia
| Linia | Operator           | Trasa                                                                        |
| ----- | ------------------ | ---------------------------------------------------------------------------- |
| R1    | Koleje Mazowieckie | Warszawa Wschodnia - Brwinów - Grodzisk Mazowiecki - Żyrardów - Skierniewice |

Czasami na przystanku w Brwinowie zatrzymują się pociągi KM o wydłużonej relacji, na przykład do: Pilawy, Otwocka czy Ostrołęki.